# Don’t Need A Gun
A "Don't Need A Gun" a brit énekes-dalszerző, Billy Idol 1986-ban megjelent kislemeze, amely a Whiplash Smile című harmadik albumáról a második. Némiképp elüt korábbi kislemezeiről, azoknál jóval poposabb és lágyabb hangzású.

## Tracklista

### 7" kislemez
1. Don't Need A Gun (4:30)
2. Fatal Charm (3:51)

### 12" kislemez
1. Don't Need A Gun (Melt Down Mix) (7:05)
2. Don't Need A Gun (Acapella Version) (3:02)
3. Fatal Charm (3:41)